# USS LSM-86
El USS LSM-86 fue un buque de asalto anfibio de la clase LSM-1 que sirvió en la Armada de los Estados Unidos (1944-1946); en la marina de guerra de Argentina como ARA BDM N.º 2 (Q-70) (1948-1971); y finalmente en la marina de guerra de Paraguay como Boquerón (PH) (1971-1995).

## Construcción e historia de servicio
Este LSM fue construido en 1944 por Brown Ship Building Company de Houston (Texas). El LSM-86 participó del desembarco de Okinawa de 1945. Luego de la guerra, causó baja en 1946 y fue vendido a Argentina en 1948 junto al USS LSM-267. En la Armada Argentina fue designado buque de desembarco de materiales ARA BDM N.º 2 (Q-70). Fue posteriormente convertido en buque auxiliar ARA Corrientes (Q-70). Vendido a Paraguay en 1971, pasó a portahelicópteros Boquerón (PH) sirviendo de 1971 a 1995.